# Акпейи, Дэниэл
Дэниэл Акпейи (англ. Daniel Akpeyi; 3 августа 1986, Нневи) — нигерийский футболист, вратарь клуба «Морока Свэллоуз» и сборной Нигерии.

## Карьера

### Клубная карьера
Воспитанник клуба «Габрос Интернешнл» из своего родного города, с 2005 года выступал за первую команду клуба. В январе 2007 года перешёл в «Насарава Юнайтед», в обоих клубах был основным вратарём.
С 2010 года выступал за «Хартленд», в его составе участвовал в матчах Лиги чемпионов Африки. В 2011 и 2012 годах вместе со своим клубом выигрывал Кубок Нигерии. В марте 2014 года перешёл в состав принципиальных соперников «Хартленда» — «Варри Вулвз».
Летом 2015 года подписал двухлетний контракт с южноафриканским клубом «Чиппа Юнайтед». Первый матч за новую команду сыграл 25 сентября 2015 года против «Полокване Сити».

### Карьера в сборной
В январе 2005 года участвовал в юношеском чемпионате Африки (до 20 лет), который проходил в Бенине. В финале турнира Нигерия обыграла Египет со счётом (2:0).
В 2005 году стал серебряным призёром молодёжного чемпионата мира в составе молодёжной сборной Нигерии. В 2008 году входил в расширенный список олимпийской сборной страны перед Олимпиадой в Пекине, но в окончательный состав не попал.
С 2013 года вызывался в главную сборную Нигерии в качестве запасного вратаря. В 2014 году в составе сборной игроков национального чемпионата участвовал в чемпионате африканских наций, на турнире был дублёром Чигози Агбима. В том же году рассматривался кандидатом в расширенном списке для участия в чемпионате мира.
Первый матч за национальную сборную Нигерии сыграл 29 марта 2015 года против команды ЮАР, получив возможность выйти в стартовом составе из-за травмы Винсента Эньеамы. В этой игре вратарь отразил пенальти и был признан лучшим игроком встречи.